# Just Good Friends (bài hát)
"Just Good Friends" là một bài hát của ca sĩ người Mỹ Michael Jackson nằm trong album phòng thu thứ 7 của Bad (1987). Đây là một trong hai bản song ca xuất hiện trong album, bên cạnh "I Just Can't Stop Loving You". Bài hát còn có sự tham gia góp giọng của ca sĩ kiêm nhạc sĩ người Mỹ Stevie Wonder với nội dung là cuộc tranh cãi giữa hai người bạn về một cô gái trong sáng, tính cách vui vẻ. "Just Good Friends" là ca khúc thứ năm xuất hiện trong Bad và cùng với "Speed Demon" là hai bài hát duy nhất trong album không được phát hành dưới dạng đĩa đơn.
"Just Good Friends" chỉ được thực hiện lần đầu tiên và duy nhất vào ngày 20 tháng 11 năm 1987 tại Sân vận động Parramatta (Sydney) trong lượt biểu diễn tại châu Úc của chuyến lưu diễn Bad World Tour với sự xuất hiện bất ngờ của Stevie Wonder.